# Hîrtop, Cantemir
Hîrtop este un sat din componența comunei Plopi din raionul Cantemir, Republica Moldova.
Distanța directă până la Cantemir este de 8 km, iar până la Chișinău de 101 km.

## Demografie

### Structura etnică
Structura etnică a localității conform recensământului populației din 2004:
| Grup etnic                    | Populație | % Procentaj |
| ----------------------------- | --------- | ----------- |
| Băștinași declarați Moldoveni | 437       | 97,11%      |
| Bulgari                       | 6         | 1,33%       |
| Ucraineni                     | 5         | 1,11%       |
| Găgăuzi                       | 2         | 0,44%       |
| Total                         | 450       |             |